# Ткачик пальмовий
Тка́чик пальмовий (Ploceus bojeri) — вид горобцеподібних птахів ткачикових (Ploceidae). Мешкає в Східній Африці. Вид названий на честь чеського натураліста Венцесласа Бойєра.

## Опис

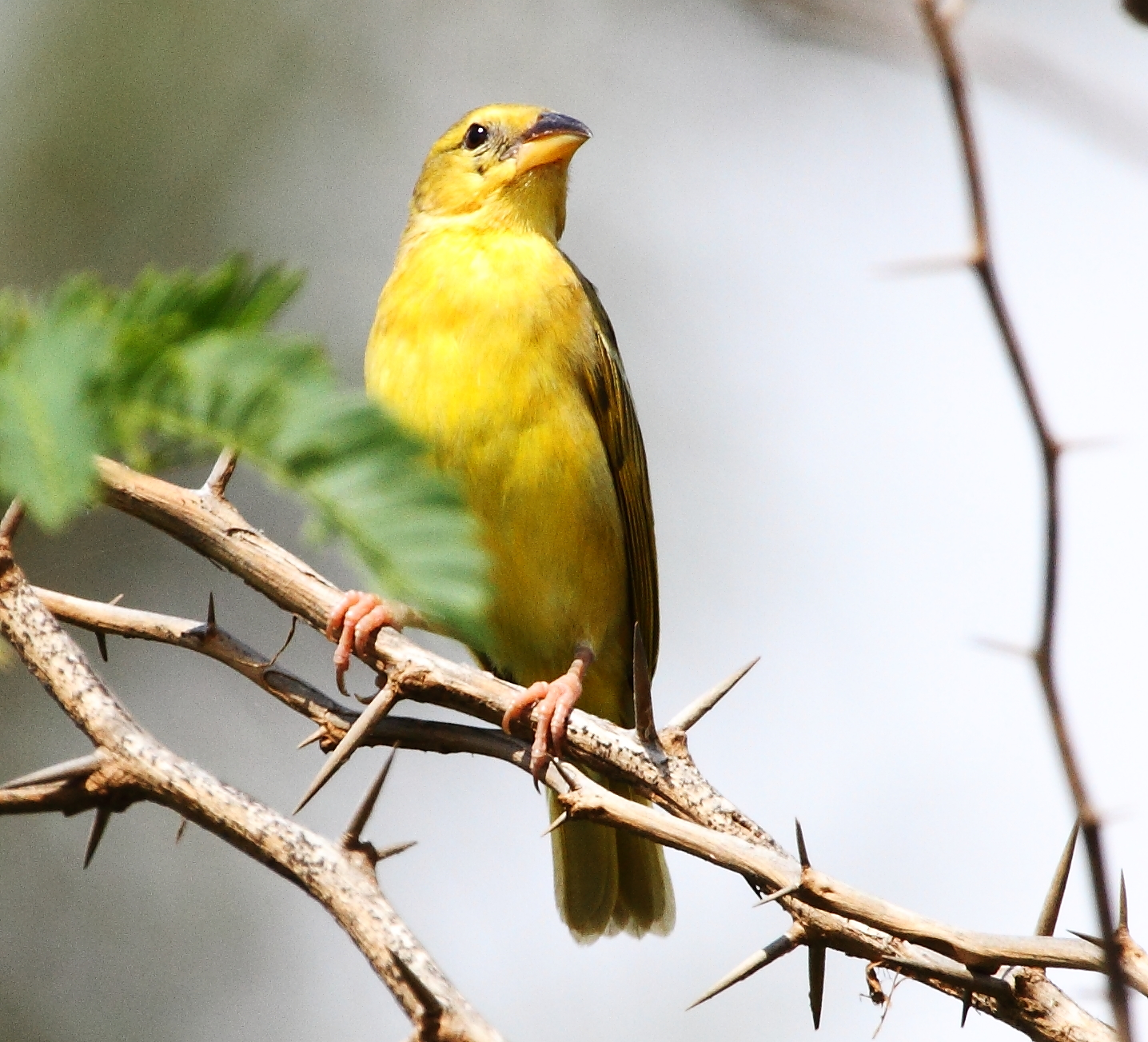
Пальмовий ткачик

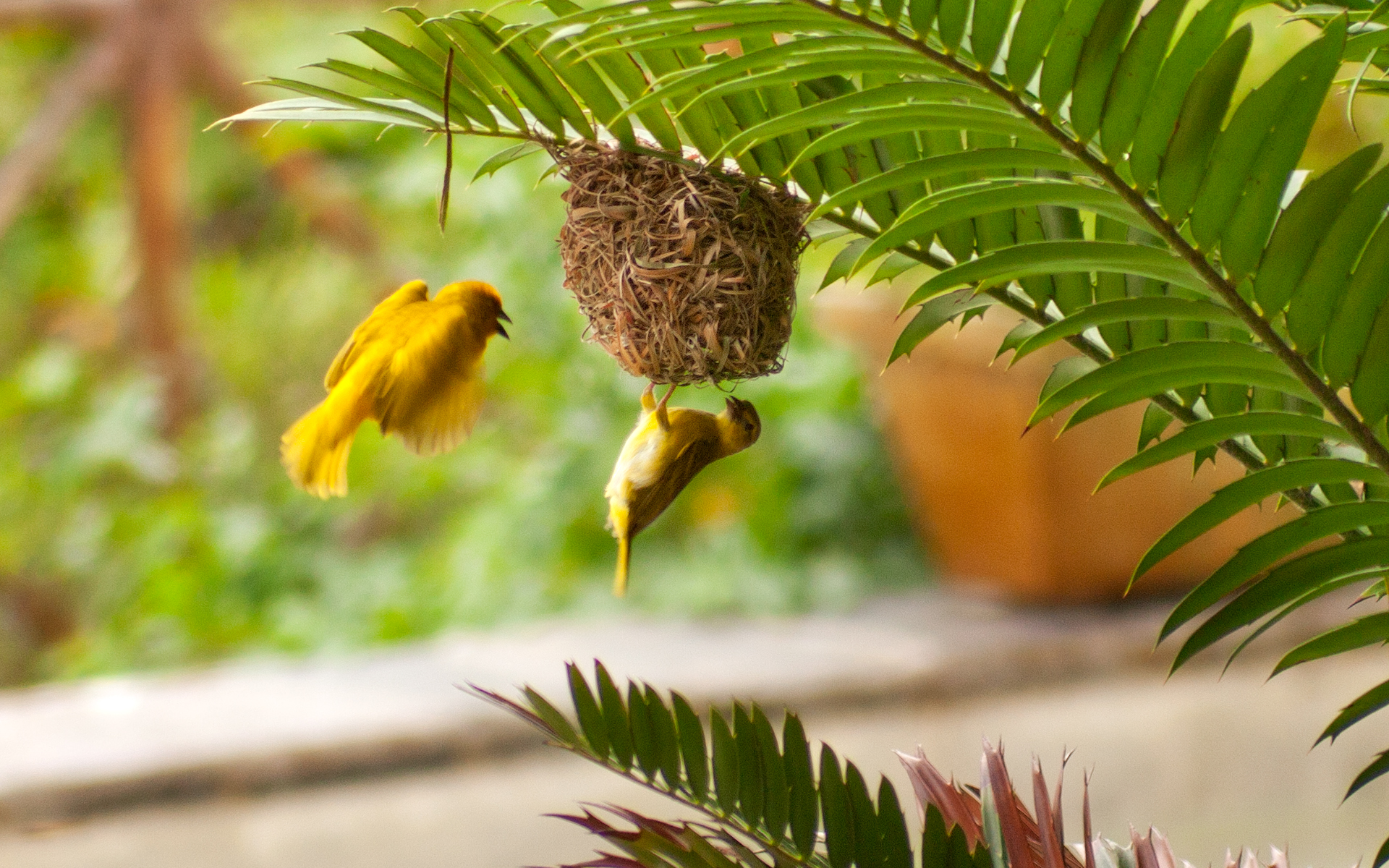
Пальмові ткачики

Довжина птаха становить 14 см, вага 17-29 г. Самці мають переважно жовте забарвлення, голови і груди у них оранжеві, очі чорнувато-карі, дзьоби чорні. Верхні покривні пера крил жоітувато-коричневі х жовтими смужками. Самиці мають переважно жовтувато-оливково-коричневе забарвлення, верхня частина тіла у них поцяткована жовтими смугами, нижня частина тіла жовта, дзьоб зверху чорнувато-сірий, знизу жовтуватий.

## Поширення і екологія
Пальмові ткачики мешкають на півдні Сомалі, на крайньому південному сході Ефіопії, на сході Кенії та на крайньому північному сході Танзанії. Вони живуть в саванах та на прибережних пальмових гаях, зустрічаються на висоті до 1200 м над рівнем моря. Живляться переважно насінням і комахами. Гніздяться колоніями.